# 孝女白菊の歌
孝女白菊の歌（こうじょしらぎくのうた）は、井上哲次郎が作った漢詩「孝女白菊詩」に感動した落合直文が刺激を受け作った新体詩形式の詩で、明治21年（1888年）から明治22年（1889年）に作られた。内容は西南戦争時、行方不明になった父を慕う孝女の話である。その詩は当時の人々に感涙を流させ、独訳、英訳もされた。現地である阿蘇にもフィクションであるにもかかわらず碑や伝説を生んだ。

## 概略
井上哲次郎の明治29年（1896年）の文章によると、「余明治13年をもって東京大学を卒業し、直ちに欧州に留学する志ありしも、不幸にして当路之を阻むものありて、事容易にならず。（中略）幾多の詩篇を作りて、鬱を散じ悶を遣り、しばらく技芸の中に隠れて見る所を文辞の末に遇す。偶々孝女白菊の説話を構成し、微力のあらんかぎりを尽くして一大長編となさんと欲し、（中略）これを孝女白菊の詩となす。」とある。1行7字で404句の漢詩「孝女白菊詩」は、明治17年に月郵便報知新聞」に合計3回にわたって掲載された。落合直文はこの孝女白菊の漢詩を新体詩に書きなおした。明治21年（1888年）2月から22年（1889年）5月にかけて「東洋学会雑誌」に発表された。この文章は全国の少年少女に愛唱された。この詩はドイツの詩人カール・フローレンツにより明治28年（1895年）独訳され（独題：Weiss Aster）、さらに3年後に英国のアーサー・ロイドにより英訳され（英題：White Aster）、世界的に有名になった。
その後は、昭和３０年代までにかけて、小説、絵物語、絵本、漫画など、多くの形で人々の目に触れてきた。

## 孝女白菊詩
孝女白菊詩 井上巽軒
阿蘇山下荒村晩 夕陽欲沈鳥争返
無辺落木如雨繁 隔水何処鐘声遠
此時少女待阿爺 出門小立空悲嗟
髷髪如雲風中乱 嬌顔春浅美於花
阿爺一朝衝寒起 蘆花風外渡野水
暁月影野昏廟西 遥遥去入深山裏
不知猶為遊猟不 数日不帰何処留 （以下略）

## 孝女白菊の歌
孝女白菊の歌 落合直文
阿蘇の山里秋ふけて、眺めさびしき夕まぐれ
いずこの寺の鐘ならむ、諸行無常とつげわたる
をりしもひとり門を出て、父を待つなる少女あり。
年は十四の春あさく、色香ふくめるそのさまは
梅かさくらかわからねども、末たのもしく見えにけり
父は先つ日遊猟（かり）にいで、今猶おとずれなしとかや
軒に落ちくる木の葉にも、かけひの水のひびきにも、
父やかへるとうたがわれ、夜な夜なねむるひまもなし
わきて雨ふるさ夜中は、庭の芭蕉の音しげく、
鳴くなる虫のこえごえに、いとどあわれを添えにけり
かかるさびしき夜半なれば、ひとりおもいにたえざらむ
菅の小笠に杖とりて、いでゆるさまぞあはれなる（以下略）

## 詩のあらすじ
- 熊本の士族でありながら、西南戦争で薩摩軍に加わったため、賊兵として阿蘇に身を隠して住んでいる父と、白菊という娘がいた。白菊は母を亡くしており、母は死の間際に「実はお前は私の子ではない。白菊の咲き誇る野辺で見つけた拾い子なので名前を「白菊」と名付けた」と言い残して亡くなった。父はある日、狩りに出たまま戻らなかった。14歳の白菊は父を待ちかねて、1人で父親を捜しに山へ入った。阿蘇の山深くを彷徨い、その足跡は長陽、白水、久木野など阿蘇の各地に及んだ。ある日、白菊は恐ろしい山賊に追われて捕えられ、無理やり俺の妻になれと脅された。ところが、山賊の酒盛りの最中に飛び込んできた若い寺僧に助けられ、一緒に逃げ出した。その寺僧は、家を出ていた彼女の兄だった。後を追ってきた山賊たちを食い止めていた兄は、お前は早く逃げろと言って山賊の群れに斬り込んだ。独りになった白菊が神社で兄の無事を祈っていると、柴を刈っていたひとりの老人が近寄り、その身の上を憐れんで家に連れて帰った。それから3年が経ち、娘の美しさを伝え聞いた村長が嫁にほしいと言った。しかし、白菊の母は死の直前に、家出した兄が帰ってきたら2人を夫婦にしようと言い残していた。この言葉を思い出した白菊は老人の家を逃げ出し、「南無阿弥陀仏」を唱えながら川に身を投げようとした。その時、誰かが白菊を呼び止めた。それは、なんと3年前に離れ離れになった兄だった。2人は手を取り合って家へ帰る。すると、そこには父の姿があった。父は狩りの途中で谷底に転落し長い間出られなかったが、藤かずらを見つけ、これに掴まって谷から這い上がることができたという。

## 熊本や阿蘇での反応
昭和33年（1958年）9月、阿蘇郡長陽村（現南阿蘇村）の数鹿流ヶ滝付近に東海大学農学部を設置した松前重義は純白の大理石の孝女白菊の碑を建てた。なお、碑文は松前の夫人の筆になる。しかし、特別のゆかりの地ではなく、滝見物にもよかろうという現地の人の意見によった。「清水寺」というのがあり、白菊ゆかりの寺だとか、その他、こじつけた話は多いが、孝行少女の話である。宣伝につかってもよろしかろうという意見もある。
昭和26年（1951年）に熊本の荒木精之は「阿蘇の伝説」の中で孝女白菊の話として4ページに概要を記述、また昭和36年（1961年）に山崎貞士は松前が建てた記念碑を紹介した。福岡出身の野田宇太郎は九州文学散歩で実地を訪ね実話としている。熊本の文化財保護専門委員の笹原助は熊本出身の池辺義象（西郷方熊本隊隊長池辺吉十郎の従弟の子）は東大の古典科で落合直文と同級生であった。阿蘇の峰や谷の変化に富む地勢を落合直文によく説明してやったとある。
荒木精之や内田守によると、白菊物語がフィクションであるが、史実を問題にする必要はなく、阿蘇の名前で宣伝になれば、いいとしている。

## 文献
1. ↑  内田守『珠を掘りつつ』 1972年（水甕第52巻9号「孝女白菊物語の由来」（佐村八郎「家庭読本孝女白菊」六盟館、1906年）
2. ↑  内田守『珠を掘りつつ』1972年（水甕第52巻9号「孝女白菊物語の由来」）
3. ↑  https://www.kufs.ac.jp/toshokan/chirimenbon/b_47.html 平成21年9月17日

4.大原敏行『明治長編詩歌　孝女白菊　－井上哲次郎・落合直文から　ちりめん本、鷗　外、画の世界までー』（創英社、2015年）